# پرنگو ۲۴۸۴
سیارک ۲۴۸۴ (به انگلیسی: 2484 Parenago، نامگذاری:1928TK) دو هزار و چهارصد و هشتاد و چهارمین سیارک کشف شده‌است که در ۷ اکتبر ۱۹۲۸ و در رصدخانه سایمیز کشف شد.
قدر مطلق سیارک برابر ۱۴٫۰۰ است.